# Rivière Sutton (rivière Missisquoi)
Pour les articles homonymes, voir Sutton et Rivière Sutton.
La rivière Sutton (en anglais : North Branch Missisquoi River pour le segment aux États-Unis) est un cours d'eau transfrontalier affluent de la rivière Missisquoi, traversant du nord au sud:
- les municipalités Sutton et Abercorn, dans la municipalité régionale de comté (MRC) de Brome-Missisquoi, dans la région administrative de la Estrie, au sud de la province de Québec, au Canada; et
- le comté de Franklin, dans l'état du Vermont, au nord-est des États-Unis.

Le tourisme et la culture sont les principales activités économiques de cette vallée. En 2014, la ville de Sutton comptait 52 entreprises touristiques générant 575 emplois. Le plan de développement stratégique de Sutton de 2014 mentionnait l'augmentation de la popularité des activités récréatives de plein air. Ce plan indiquait que 46 000 visiteurs par an sont enregistrés. Ce plan indiquait aussi que les terres agricoles étaient sous-utilisées. Outre les zones urbaines ou de villégiature, l'agriculture constitue la seconde activité économique de cette petite vallée; la foresterie, en troisième, surtout dans la partie supérieure.
La surface de la rivière est généralement gelée de la mi-décembre à la fin mars. La circulation sécuritaire sur la glace se fait généralement de fin décembre à début mars. Le niveau de l'eau de la rivière varie selon les saisons et les précipitations.

## Géographie
La rivière Sutton coule vers le sud à travers une vallée agricole, suivant la même direction que le tracé du chemin de fer du Canadien Pacifique et la route 139, pour se rendre jusqu'à Richford au Vermont.
La rivière Sutton prend sa source au lac Spruce (longueur : 240 km ; altitude : 746 m) sur le versant ouest du Mont Sutton, soit au pied des pentes de ski alpin. Le lac Spruce est encaissé entre le Mont Gagnon (situé du côté nord-est) et Le Round Top (situé du côté sud-ouest). Ce petit lac est situé à 0,2 km au sud du lac Mud Pond, à 6,6 km à l'est du centre du village de Sutton et presque à la limite de la ligne de partage des eaux du versant de la rivière Brock (un affluent de la rivière Missisquoi).
Cours au Canada
À partir de sa source (lac Spruce), le cours de la rivière Sutton coule sur 23,9 km, généralement vers le sud, avec une dénivellation de 618 m, selon les segments suivants :
- 3,1 km vers le nord-ouest, d'abord en traversant le lac Vogel (longueur : 0,14 km ; altitude : 732 m) et en passant du côté sud-ouest d'un petit hameau, jusqu'à la décharge (venant de l'est) du lac Mud Pond ;
- 6,3 km vers l'ouest en formant une légère courbe vers le nord pour recueillir la décharge (venant du nord-est) du lac Kelly et aussi pour contourner le Développement-Boulanger ; puis courbant vers le sud-ouest pour traverser le village de Sutton, couper le chemin de fer du Canadien Pacifique, jusqu'à la décharge (venant du nord) d'un ruisseau ;
- 5,4 km vers le sud en recueillant un ruisseau (venant du nord-ouest), en recueillant le ruisseau de Cook (venant de l'est), en coupant le chemin Jordan et la route 139 ; puis en courbant vers le sud-ouest en recueillant un ruisseau (venant de l'est), jusqu'au ruisseau Alder (venant du nord-ouest) ;
- 3,8 km vers le sud en formant une première courbe vers l'est pour recueillir un ruisseau (venant de l'est), en coupant le chemin du Pinacle Est et en formant une seconde courbe vers l'est pour recueillir un ruisseau (venant de l'est et qui constitue la décharge du Lac à Jenne), jusqu'au ruisseau Blanc (venant du nord-ouest) ;
- 2,9 km d'abord vers le sud, vers le sud-ouest en coupant la rue des Églises Est et en formant une courbe vers le sud-est pour contourner une zone de marais, jusqu'au pont de la route 139 (nord-sud) ;
- 1,3 km vers le sud-ouest en recueillant un ruisseau (venant de l'est) et en formant deux grandes courbes et en formant une boucle vers le sud avant de bifurquer vers l'ouest en fin de segment, jusqu'à un ruisseau (venant de l'ouest) ;
- 1,1 km vers le sud, jusqu'à la frontière canado-américaine[4],[5].

Cours aux États-Unis
À partir de la frontière canado-américaine, le cours de la rivière Sutton descend sur 2,7 km vers le sud-ouest en zone agricole en formant deux courbes vers le sud-est, et en coupant le Pinnacle Road. La rivière Sutton se déverse dans un coude de rivière de la rive nord de la rivière Missisquoi, qui tout comme elle prend sa source au Québec. Cette confluence est située à 0,7 km à l'ouest du centre-ville de Richford (Vermont). La route longeant ce segment américain de la rivière est nommé North Branch Road.

## Zone inondable
Le règlement portant sur le plan d'urbanisme de la ville de Sutton fait mention d'une zone inondable longeant la rivière Sutton, entre le chemin Schweizer et la limite de la municipalité d'Abercorn.
Dans la nuit du 14 au 15 juillet 1997, des pluies diluviennes s'abattirent sur la vallée de la rivière Sutton. Un pont d'un affluent de la rive ouest de la rivière Sutton, sur le chemin Claybank (lequel prend le nom de chemin de la Frontière à Frelighsburg) à Abercorn, a été fortement endommagé. La crue d'eau emporta le fond de la route et la structure de bois du pont s'est écrasée au fond du cours d'eau. Les débris bloquèrent les branches charriées par le courant. Presque toutes les routes d'Abercorn furent endommagées, notamment les rues Spencer et des Églises.

## Toponymie
Le nom du segment américain qui est désigné "North Branch Missisquoi River", crée une confusion avec le nom de la rivière Missisquoi Nord laquelle se déverse à 31,9 km en amont sur la rive nord de la rivière Missisquoi au Canada. Le cours de la rivière Missisquoi Nord coule entre l'embouchure du lac Eastman et Highwater, entièrement au Québec.
Par ailleurs, au Vermont, il existe une seconde rivière Sutton laquelle est un affluent du West Branch Passumpsic River qui fait partie du bassin versant de la rivière Connecticut.
Le toponyme "rivière Sutton" a été officialisé le 5 décembre 1968 à la Banque des noms de lieux de la Commission de toponymie du Québec.